# Модетур-ан-Вексен
Модетур-ан-Вексен (фр. Maudétour-en-Vexin) — муниципалитет во Франции, в регионе Иль-де-Франс, департамент Валь-д'Уаз. Население — 177 человек (1999).
Муниципалитет расположен на расстоянии около 50 км северо-западнее Парижа, 22 км западнее Сержи.

## Демография
Динамика населения (Cassini и INSEE):